# Les Résultats du féminisme
Les Résultats du féminisme je francouzský němý film z roku 1906. Režisérkou je Alice Guy (1873–1968). Film trvá zhruba 7 minut.

## Děj
Film zachycuje společnost, kde se role mužů a žen obrátily. Zatímco mírně zženštilí muži šijí, žehlí a starají se o děti, mačo ženy pijí a čtou noviny v kavárnách a dvoří se mužům.